# إسبيرانزا كروز هيدالغو
إسبيرانزا كروز هيدالغو هي راقصة إكوادورية، ولدت في 25 فبراير 1930 في غواياكيل في الإكوادور.